# Bursa Büyükşehir Belediyespor (volley-ball féminin)
Pour le club omnisports, voir Bursa Büyükşehir Belediyespor.
Bursa Büyükşehir Belediyespor est un club turc de volley-ball fondé en 1980 et basé à Bursa, évoluant pour la saison 2017-2018 en Vestel Venus Sultanlar Ligi.

## Historique
Bursa Büyükşehir Belediyespor Kulübü  est créée en 1980. À la fin de la saison 2017-2018, le club a annoncé la dissolution de la section volley-ball féminin.

## Palmarès
- Challenge Cup
  - Vainqueur : 2015[3]2017[4]
  - Finaliste : 2018.

## Entraîneurs successifs
- 2012-2015  Emin İmen
- 2015-2016  Dragan Nešić
- 2016-2017  Jan De Brandt
- 2017-2018  Angelo Vercesi

## Effectifs

### Saison 2017-2018
| No                                       | Nom                                      | Date de naissance                        | Taille                         | Poids                          | Poste                          |
| ---------------------------------------- | ---------------------------------------- | ---------------------------------------- | ------------------------------ | ------------------------------ | ------------------------------ |
| 1                                        | Yaren Hatipoğlu                          | 23 février 1999                          | 182                            | 69                             | Réceptionneuse-attaquante      |
| 2                                        | Aylin Sarıoğlu                           | 27 juillet 1995                          | 172                            | 67                             | Libero                         |
| 3                                        | Gizem Karadayı                           | 14 janvier 1987                          | 178                            | 70                             | Libero                         |
| 5                                        | Ergül Avcı                               | 24 juillet 1987                          | 192                            | 75                             | Centrale                       |
| 6                                        | Charlotte Leys                           | 18 mars 1989                             | 184                            | 69                             | Réceptionneuse-attaquante      |
| 7                                        | Fatma Yıldırım                           | 3 janvier 1990                           | 180                            | 72                             | Réceptionneuse-attaquante      |
| 9                                        | Yvon Beliën                              | 28 décembre 1993                         | 188                            | 70                             | Centrale                       |
| 10                                       | Oleksandra Bytsenko                      | 23 novembre 1995                         | 192                            | 74                             | Réceptionneuse-attaquante      |
| 11                                       | Nilay Karaağaç                           | 24 octobre 1985                          | 179                            | 62                             | Passeuse                       |
| 14                                       | Emiliya Dimitrova                        | 26 décembre 1991                         | 185                            | 59                             | Attaquante                     |
| 15                                       | Nuran İnce                               | 12 février 1999                          | 178                            | 60                             | Attaquante                     |
| 16                                       | İkbal Albayrak                           | 15 octobre 1991                          | 182                            | 62                             | Centrale                       |
| 17                                       | Cansu Aydınoğulları                      | 18 février 1992                          | 183                            | 72                             | Passeuse                       |
|                                          |                                          |                                          |                                |                                |                                |
| Encadrement technique                    | Encadrement technique                    |                                          | Légende                        | Légende                        | Légende                        |
| Entraîneur : Angelo Vercesi              | Entraîneur : Angelo Vercesi              | Entraîneur : Angelo Vercesi              | : Capitaine                    | : Capitaine                    | : Capitaine                    |
| Entraîneur(s) adjoint(s) : Haluk Korkmaz | Entraîneur(s) adjoint(s) : Haluk Korkmaz | Entraîneur(s) adjoint(s) : Haluk Korkmaz | : Joueuse blessée actuellement | : Joueuse blessée actuellement | : Joueuse blessée actuellement |

| Équipe type : Bursa Büyükşehir Belediyespor (volley-ball féminin)                               |
| \| Nilay · # 11 Fatma · # 7 Beliën · # 9 Dimitrova · # 14 Leys · # 6 Ergül · # 5 Aylin · # 2 \| |
| Nilay · # 11 Fatma · # 7 Beliën · # 9 Dimitrova · # 14 Leys · # 6 Ergül · # 5 Aylin · # 2       |

| Nilay · # 11 Fatma · # 7 Beliën · # 9 Dimitrova · # 14 Leys · # 6 Ergül · # 5 Aylin · # 2 |